# Oddloop
『oddloop』（オドループ）は、2014年9月24日にA-Sketchから発売された、フレデリックのメジャー1作目のEP。

## 概要
前作『うちゅうにむちゅう』以来6か月ぶりのリリースで、フレデリックのメジャーデビュー作である。
タイトルの『oddloop』は「奇妙」を意味する「odd」と「loop」を掛け合わせた造語となっている。
表題曲の「オドループ」は、『山田くんと7人の魔女』のコミック第15巻の限定版付属のオリジナルアニメDVDのエンディングテーマとなっており、発売から6年後の2020年にTikTokでリバイバルヒットした後、ミュージックビデオの再生回数が1億回を突破するなどし、自身の代表曲となっている。
2022年7月15日からは、明星一平ちゃんのテレビCM「一平ループ篇」にて表題曲の替え歌が使用されている。
2023年7月7日、THE FIRST TAKEにて、アレンジバージョンを公開。

## 収録内容
| 全作詞・作曲: 三原康司、全編曲: フレデリック、Kazunori Ito。 |                            |          |            |      |
| #                                                            | タイトル                   | 作詞     | 作曲・編曲 | 時間 |
| 1.                                                           | 「オドループ」             | 三原康司 | 三原康司   | 4:15 |
| 2.                                                           | 「ディスコプール」         | 三原康司 | 三原康司   | 4:33 |
| 3.                                                           | 「幸せっていう怪物」       | 三原康司 | 三原康司   | 4:01 |
| 4.                                                           | 「砂利道」                 | 三原康司 | 三原康司   | 4:16 |
| 5.                                                           | 「もう帰る汽船」           | 三原康司 | 三原康司   | 3:54 |
| 6.                                                           | 「うわさのケムリの女の子」 | 三原康司 | 三原康司   | 3:34 |
| 7.                                                           | 「人魚のはなし」           | 三原康司 | 三原康司   | 4:39 |
| 合計時間:                                                    | 合計時間:                  | 29:12    |            |      |

## タイアップ
オドループ
OAD『山田くんと7人の魔女』エンディングテーマ
ユニクロ「ユニクロのフリース / 外を自由に楽しもう」WebCMソング

## カバー
オドループ
- ユビキタス・シナジー・シーカー（英語版） - 2018年3月16日に、「ODDLOOP」のタイトルで配信リリースされた[15]
- 須田景凪 - 2021年12月1日発売のフレデリックとのコラボレーションEP『ANSWER』に収録[16]。
- Poppin'Party［戸山香澄（愛美）］ - ゲーム『バンドリ! ガールズバンドパーティ!』に収録（2023年7月10日追加[17]）。
- 舎人仁花子（斉藤朱夏）・萬容（山村響） - ゲーム『ワールドダイスター 夢のステラリウム』に収録（2024年3月30日追加）。